# 張家榮
張家榮（1988年9月28日—）是臺灣男子籃球運動員，場上主打小前鋒位置。張家榮國中是練習田徑，主攻短跑，高中經學長介紹下進入三重商工打籃球，就讀醒吾技術學院研究所一年級時率領球隊收下大專籃球聯賽第三名，個人入選該賽季最佳五人，2012年8月在超級籃球聯賽新人選秀會第一輪獲得達欣工程青睞，2019年在達欣工程重返全國社會組籃球錦標賽之後轉戰九太科技，2021年10月加盟T1聯盟臺南台鋼獵鷹。2022年9月以測試球員身份代表T1聯盟臺中太陽參加跨聯盟籃球邀請賽。

## 外部連結
- 張家榮在fiba.basketball（英语）
- 張家榮在Eurobasket.com（球員）（英语）